# Hypena zillana
Hypena zillana är en fjärilsart som beskrevs av Embrik Strand 1920. Hypena zillana ingår i släktet Hypena och familjen nattflyn. Inga underarter finns listade i Catalogue of Life.